# Afrixalus delicatus
Afrixalus delicatus е вид земноводно от семейство Hyperoliidae. Видът е незастрашен от изчезване.

## Разпространение
Разпространен е в Кения, Малави, Мозамбик, Сомалия, Танзания и Южна Африка.